# Concert: The Cure Live

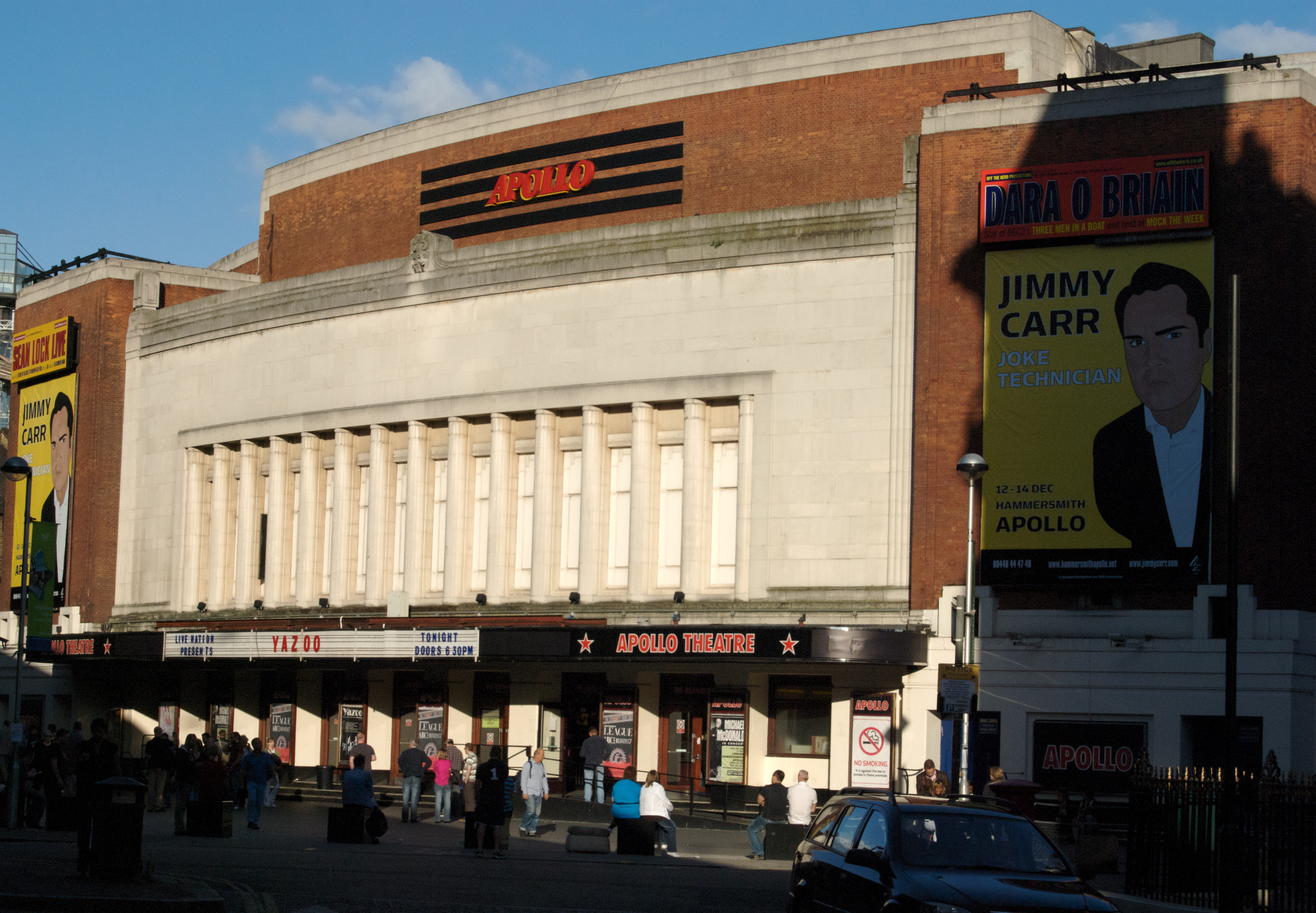
En la imagen, el Hammersmith Apollo de Londres que fue el recinto donde se grabaron la mitad de las canciones del primer disco en directo de The Cure. La otra mitad se grabaron en Oxford durante 1984.

Concert es el primer álbum en vivo de la banda británica de rock, The Cure. La edición en casete fue doble, ya que contenía el resto de caras B y se tituló Curiosity (Killing the Cat): Cure Anomalies 1977–1984. El disco es el resultado de las grabaciones de los conciertos que dio la banda en el actual Hammersmith Apollo de Londres y en Oxford en mayo de 1984.
La portada fue diseñada por el mismo Robert Smith, bajo el seudónimo de Toberr, con un fotograma de vídeo de una emisión de televisión en directo el 25 de agosto de 1984 durante el concierto que The Cure ofrecieron en el Barrowland Ballroom situado en Glasgow, Escocia y que tenía la intención de que ilustrase un disco pirata de la banda.

## Recepción

### Posiciones y certificaciones
| Año  | Lista | Posición | Certificación |
| ---- | ----- | -------- | ------------- |
| 1984 | UK    | 26       | —             |
| 1984 | AUS   | 86       | —             |
| 1984 | NZ    | 37       | —             |

## Listado de canciones
| N.º | Título                 | Duración |  |
| 1.  | «Shake Dog Shake»      | 4:14     |  |
| 2.  | «Primary»              | 3:29     |  |
| 3.  | «Charlotte Sometimes»  | 4:06     |  |
| 4.  | «The Hanging Garden»   | 4:05     |  |
| 5.  | «Give Me It»           | 2:49     |  |
| 6.  | «The Walk»             | 3:31     |  |
| 7.  | «One Hundred Years»    | 6:48     |  |
| 8.  | «A Forest»             | 6:46     |  |
| 9.  | «10:15 Saturday Night» | 3:44     |  |
| 10. | «Killing an Arab»      | 2:51     |  |

| - 1, 5, canciones compuestas por Robert Smith. - 2, 3, 4, 7 canciones compuestas por Robert Smith, Simon Gallup y Laurence Tolhurst. - 6 canciones compuestas por Robert Smith y Laurence Tolhurst. | - 8 canciones compuestas por Robert Smith, Simon Gallup, Laurence Tolhurst y Matthieu Hartley. - 9, 10 canciones compuestas por Robert Smith, Michael Dempsey y Laurence Tolhurst. |

## Curiosity (Killing The Cat): The Cure Anomalies 1977-1984
Curiosity es una recopilación en vivo de canciones de The Cure y es una continuación del álbum Concert editado en 1984. El disco se editó sólo en formato casete y apenas fue comercializado. Generalmente venía en una versión especial de casete al comprar Concert hacia mediados de los años 80. Curiosity es considerado una rareza dentro de la discografía de The Cure y está muy valorado entre los fanes de la banda.
Esta compilación de temas en directo abarca material desde los primeros tiempos de The Cure con temas del Three Imaginary Boys pasando por canciones de su trilogía clásica Seventeen Seconds, Faith, Pornography junto con dos de sus más famosas impros «All Mine» y «Forever».
Actualmente, podemos encontrar la totalidad de estas canciones en las varias remasterizaciones de los álbumes de la banda y en sus Ediciones Deluxe que se han ido reeditando desde 2004, en donde acompañaba al disco original remasterizado, otro disco extra con material inédito y rarezas de cada época. En tales discos de rarezas han ido reeditándose, así mismo en formato doble-CD, todas las canciones compiladas en Curiosity.

### Listado de canciones
| Curiosity (Killing The Cat): The Cure Anomalies 1977-1984 | |          |  |
| N.º                                                       | Título | Duración |  |
| 11.                                                       | «Heroin Face» (compilada en el Disco 2 de la Edición Deluxe del Three Imaginary Boys)                                            | 2:37     |  |
| 12.                                                       | «Boys Don't Cry» (compilada en el Disco 2 de la Edición Deluxe del Three Imaginary Boys)                                         | 2:41     |  |
| 13.                                                       | «Subway Song» (compilada en el Disco 2 de la Edición Deluxe del Three Imaginary Boys)                                            | 2:29     |  |
| 14.                                                       | «At Night» (compilada en el Disco 2 de la Edición Deluxe del Seventeen Seconds)                                                  | 5:39     |  |
| 15.                                                       | «In Your House» (con letra temprana diferente a la original, compilada en el Disco 2 de la Edición Deluxe del Seventeen Seconds) | 3:20     |  |
| 16.                                                       | «The Drowning Man» (compilada en el Disco 2 de la Edición Deluxe del Faith)                                                      | 5:37     |  |
| 17.                                                       | «Other Voices» (compilada en el Disco 2 de la Edición Deluxe del Faith)                                                          | 4:41     |  |
| 18.                                                       | «The Funeral Party» (compilada en el Disco 2 de la Edición Deluxe del Faith)                                                     | 4:36     |  |
| 19.                                                       | «All Mine» (compilada en el Disco 2 de la Edición Deluxe del Pornography)                                                        | 2:54     |  |
| 20.                                                       | «Forever (version)» (compilada en el Disco 2 de la Edición Deluxe del The Top)                                                   | 4:58     |  |

Nota importante: Se continua la numeración donde acabó la de Concert:
| - 11, 12, 13 canciones compuestas por Robert Smith, Michael Dempsey y Lol Tolhurst. - 14, 15 canciones compuestas por Robert Smith, Simon Gallup, Lol Tolhurst y Matthieu Hartley. | - 16, 17, 18, 19 y 20 canciones compuestas por Robert Smith, Simon Gallup y Lol Tolhurst. |

## Créditos
| The Cure - Robert Smith - (Líder), voz, guitarrista - Porl Thompson - Guitarrista, saxofonista, teclista - Andy Anderson - baterista - Phil Thornalley - Bajista - Lol Tolhurst - Teclista | Producción - Producido por: The Cure y Dave Allen - Grabado en directo por The Manor Mobile en Oxford y Londres - Publicado por: APB Music Ltd. - Ingeniero: Dave Allen - Diseño de la cubierta: Robert Smith (bajo seudónimo de "Toberr") |